# 花婿は18歳
『花婿は18歳』（はなむこはじゅうはっさい）は、2009年公開の日本映画。

## ストーリー
絶対に結ばれるという運命の赤い糸によって、現世でも出会って結婚した愛子と雅也。20歳という年齢差にもかかわらず相思相愛の2人だったが、日本に戻ってきた愛子の新しい仕事は、なんと雅也の通う高校の校長であった。2人は夫婦関係を秘密にするのだったが、雅也は嘘をつけない性格のため、周囲に対してなんとかごまかしながらの毎日だった。そんな雅也を、新聞部員たちは怪しむ。

## キャスト
- 赤木雅也：大河元気
- 羽月愛子：純名りさ
- 長崎裕美：加地千尋
- 登戸耕太郎：小野健斗
- 飯田橋朋子：長澤奈央
- 四谷教頭：田中要次
- 日向丈
- 白木みのる
- 麿赤児
- 上田耕一
- 浜田学
- 福田久

## スタッフ
- 監督：武正晴
- 脚本：小林弘利
- 製作：小林洋一、三木和史、佐伯寛之
- エグゼクティブプロデューサー：
- プロデューサー：村田亮、谷口広樹
- 助監督：井手上拓哉
- 撮影：安田圭
- 美術：遠藤善人
- 音楽：藤野智香、くぼたあきゆき
- 照明：小野英仁
- 録音：石貝洋
- 編集：佐藤崇
- 配給：アールグレイフィルム

## 主題歌
- 「Wonderful life」／ひまり